# Otto Victor Ambronn
Otto Victor Ambronn (* 6. Juni 1811 in Meiningen; † 20. Juni 1875) war ein deutscher Verwaltungsjurist  und Politiker.

## Leben
Ambronn war der Sohn des Landschaftssyndikus und späterem Kreisrats Anton Jacob Ambronn und dessen Ehefrau Elisabetha Weigand. Er war evangelisch und mit Auguste Schüler verheiratet.
Er besuchte das Gymnasium Bernhardinum in Meiningen und studierte von 1830 bis 1832 in Göttingen und von 1832 bis 1833 in Berlin Rechtswissenschaften. Danach war er Auskultator in Fraustadt, Provinz Posen. 1835 wurde er Referendar am Oberappellationsgericht Posen und war dort längere Zeit bei der Generalkommission zur Regulierung der gutsherrlichen und bäuerlichen Verhältnisse tätig. 1838 wurde er Assessor am Oberlandesgericht Posen. 1841 war er zunächst Oberlandesgerichtsassessor und Kassenkurator bei der landwirtschaftlichen Abteilung der Regierung in Frankfurt/Oder und dann dort Regierungsassessor. 1845 wechselte er zur Generalkommission in Berlin und dann in Stendal, wo er 1846 Regierungsrat wurde. Ab 1850 war er mit dem Titel eines Geheimen Revisionsrates Mitglied des Revisionskollegiums für Landeskultursachen in Berlin.
Ab 1860 war er zugleich Generalbevollmächtigter für den fürstlich hohenzollern-sigamringischen Besitz in Brandenburg und Schlesien und 1861 auch Generalkommissar für die anderweitige Regulierung der Grundsteuer. Im gleichen Jahr wurde er auch zum Administrator der Herrschaft Beutnitz ernannt. 1862 wurde er Generalbevollmächtigter des Fürsten Karl Anton von Hohenzollern-Sigmaringen für alle östlichen Provinzen Preußens.
1862 wechselte er als Generalkommissar in das Finanzministerium, Abteilung für Grundsteuer, und wurde dort 1866 zum Geheimen Finanzrat und vortragenden Rat in der Abteilung der Direkten Steuern ernannt. 1869 trat er in den Ruhestand, den er in Crossen/Oder verlebte.

## Politik
1850 war er Mitglied des Staatenhauses des Erfurter Unionsparlaments. Im Parlament war er Schriftführer. Von 1849 bis 1862 und von 1870 bis ?? war er Mitglied der zweiten Kammer bzw. des preußischen Abgeordnetenhauses.

## Auszeichnungen
- Ehrenkreuz mit der Krone des Hohenzollerschen Hausordens
- Kommandeurkreuz des Königlich portugiesischen Christusordens (1858)